# Les Deux Sergents
Pour les articles homonymes, voir I due sergenti.
Pour plus de détails, voir Fiche technique et Distribution.

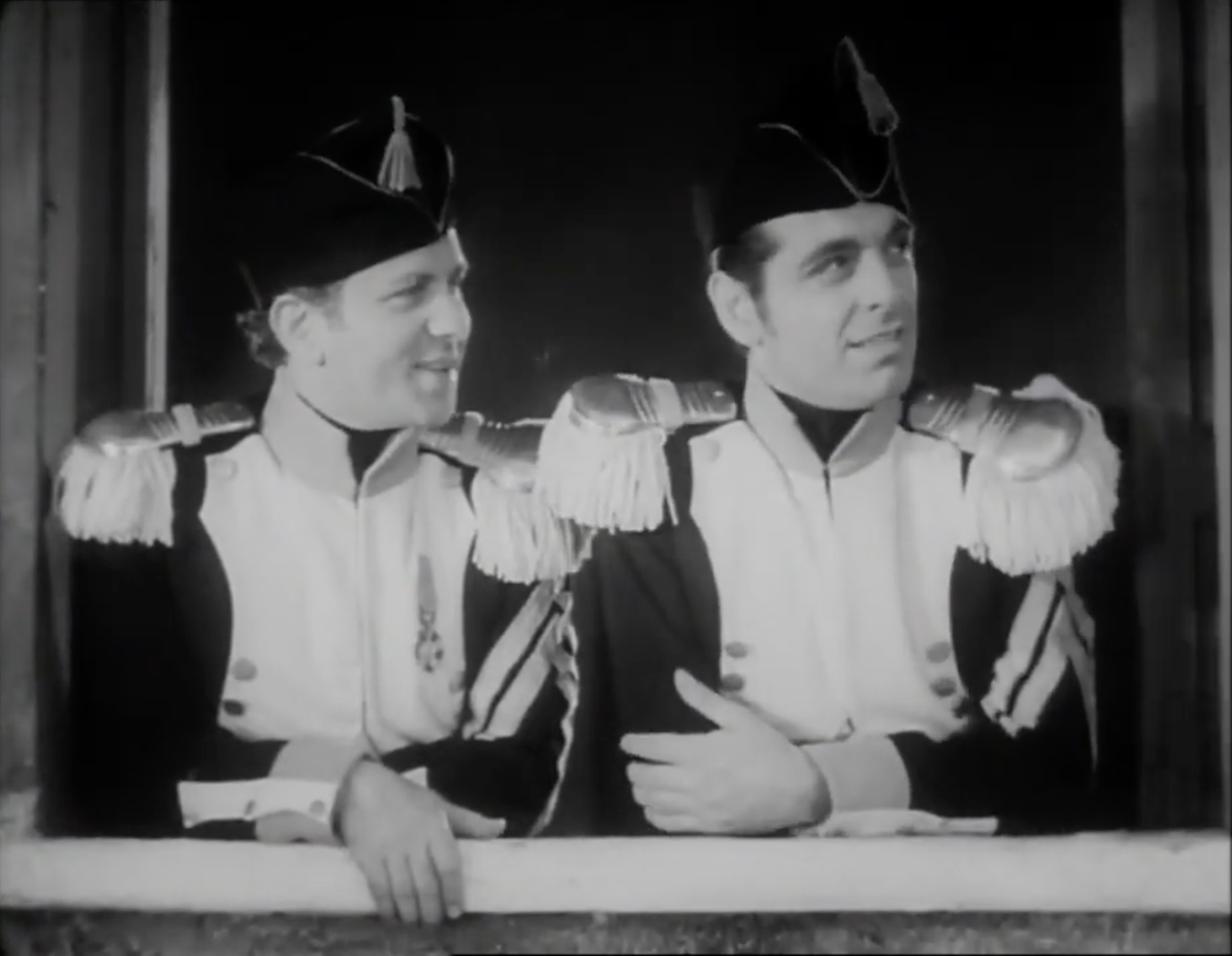
Gino Cervi et Mino Doro dans le film Les Deux Sergents (1936), tourné à Tirrenia

Les Deux Sergents (titre original : I due sergenti) est un film italien réalisé par Enrico Guazzoni, sorti en 1936.

## Fiche technique
- Titre original : I due sergenti
- Titre français : Les Deux Sergents
- Réalisation : Enrico Guazzoni
- Scénario : Carlo Bernari, Gherardo Gherardi, Nunzio Malasomma et Paolo Lorenzini
- Photographie : Arturo Gallea
- Montage : Gino Talamo
- Musique : Pietro Clausetti
- Pays d'origine :  Royaume d'Italie
- Format : Noir et blanc — 35 mm — 1,37:1 — Son : Mono
- Genre : Film dramatique
- Date de sortie : 1936

## Distribution
- Evi Maltagliati : Marilyne Gould
- Gino Cervi : le commandant Federico Martelli / le sergent Guglielmo Salvoni
- Mino Doro : le sergent Roberto Magni
- Luisa Ferida : Lauretta Fracassa
- Ugo Ceseri : le caporal Fracassa
- Antonio Centa : le lieutenant Carlo Duval / le colonel Georges Masson
- Nella Maria Bonora : Anna Martelli
- Lamberto Picasso : Lacroix
- Vera Dani : Pia Martelli
- Margherita Bagni : Luisa
- Enzo Biliotti : Howe
- Alida Valli